# No Lie (Sean Paul)
No Lie is een nummer van de Jamaicaanse zanger Sean Paul uit 2016, in samenwerking met de Britse zangeres Dua Lipa. Het nummer staat op de Complete Edition van Dua Lipa's debuutalbum en op Mad Love the Prequel van Sean Paul. 